# Beautiful Life (canción de Rick Astley)
«Beautiful Life» es una canción del cantautor inglés Rick Astley. Fue lanzada como descarga digital en el Reino Unido el 1 de junio de 2018, como el sencillo principal de su octavo álbum de estudio Beautiful Life (2018). La canción ha aparecido en las listas de Bélgica. Fue compuesta y producida por Rick Astley.

## Vídeo musical
Un vídeo musical producido para acompañar el lanzamiento de "Beautiful Life" fue lanzado en YouTube el 5 de julio de 2018, con una duración total de dos minutos y cincuenta y siete segundos.

## Listas de canciones
| Descarga digital |                  |          |  |
| N.º              | Título           | Duración |  |
| 1.               | «Beautiful Life» | 3:43     |  |

| Descarga digital - Remixes |                                     |          |  |
| N.º                        | Título                              | Duración |  |
| 1.                         | «Beautiful Life» (E.N.V Remix Edit) | 3:31     |  |
| 2.                         | «Beautiful Life» (E.N.V Club Mix)   | 5:23     |  |

## Posicionamiento
| Lista (2018)                                | Posición más alta |
| ------------------------------------------- | ----------------- |
| Bélgica (Flandes) (Ultratip Bubbling Under) | 20                |
| Polonia (Polish Airplay Top 100)            | 27                |